# Therese Schefer
Therese Schefer (geb. Hochapfel) (* 15. Februar 1861 in Kassel; † 9. Juni 1907 ebenda) war eine deutsche Schriftstellerin.

## Leben
Therese Schefer war die Tochter des Dekorationsmalers Reinhard Hochapfel. Sie besuchte die höhere Töchterschule in Kassel und verheiratete sich im Jahre 1881 mit dem Buchhändler Gustav Schefer. Nach der Heirat zog sie mit ihrem Mann nach Berlin, kehrte aber 1892 wieder nach Kassel zurück. Ihre ersten schriftstellerischen Arbeiten erschienen 1891. Sie verfasste überwiegend Bilderbücher für Kinder im Alter von 4 bis 8 Jahren.

## Werke
- Dämmer-Stündchen. Mit Erzählungen und Versen. Stroefer, München 1892.[1]
- Ernst und Scherz. Erzählungen und Verse. Stroefer, Nürnberg 1893.
- Im Sonnenschein. Stroefer, Nürnberg 1894.
- Panorama-Bilder. Bilderbuch mit Texten. Stroefer, Nürnberg 1894.
- Des kleinen Volkes fröhliches Treiben. Stroefer, Nürnberg 1895.
- Lustige Gesellen. Mit Reimen. Stroefer, Nürnberg 1895.
- Meine Lieblinge. Ein Tierbilderbuch mit Versen. Stroefer, Nürnberg 1895.
- Verborgene Schätze. Ein Drehbilderbuch mit Versen. Stroefer, Nürnberg 1895.
- Allerlei Kurzweil. Stroefer, Nürnberg 1896.
- Lustiges Treiben. Ein Bilderbuch mit heiteren Versen und Reimen. Stroefer, Nürnberg 1896.
- Lustige Überraschungen. Verwandlungsbuch mit Versen. Stroefer, Nürnberg 1896.
- Unserem lustigen Völkchen! Ein Bilderbuch mit kleinen Erzählungen und Verschen. Stroefer, Nürnberg 1897.
- Weils euch freut! Ein plastisches Bilderbuch. Stroefer, Nürnberg 1897.